# Gracilibracon gracilescens
Gracilibracon gracilescens är en stekelart som först beskrevs av Cameron 1886.  Gracilibracon gracilescens ingår i släktet Gracilibracon och familjen bracksteklar. Inga underarter finns listade i Catalogue of Life.